# Dave Heineman
David Eugene "Dave" Heineman (født 12. maj 1948) er en amerikansk politiker for det republikanske parti. Han var guvernør i delstaten Nebraska, et embede han havde siden 2005, da han rykkede op fra embedet som viceguvernør efter at den forhenværende guvernør Mike Johanns blev føderal landbrugsminister. Heinemann blev genvalgt i 2006, men ikke til 2015 og blev afløst af Pete Ricketts.